# Gelson Martins
Gelson Dany Batalha Martins (pronunție în portugheză [ˈʒɛlsɐ̃ mɐɾˈtĩʃ]; n. 11 mai 1995, Praia, Republica Capului Verde) este un fotbalist portughez și capverdian, care joacă pe post de mijlocaș lateral la Olympiacos în Superliga Greacă. Pe plan internațional, are prezențe la națională pentru Portugalia U18⁠(d), Portugalia U19⁠(d), Portugalia U20⁠(d), Portugalia U21⁠(d), Portugalia U23⁠(d) și Portugalia.